# Сафарли, Ислам Ахмед оглы
Исла́м Ахме́д оглы́ Сафарли́ (азерб. İslam Əhməd oğlu Səfərli; 12 февраля 1923, село Шакерабад близ города Нахичевань — 6 ноября 1974, Баку) — азербайджанский советский писатель, поэт и драматург, участник Великой Отечественной войны, Заслуженный деятель искусств Азербайджанской ССР.

## Биография

### Детство и юность
Ислам Сафарли родился 12 февраля 1923 года в селе Шакерабад близ города Нахичевань (ныне — на территории Бабекского района Нахичеванской Автономной Республики Азербайджана) в крестьянской семье. По национальности — азербайджанец. Интерес к литературе и желание писать стихи проявились у Сафарли ещё в детстве. Будучи учащимся старших классов, Ислам Сафарли стал печататься в районной газете (с 1940 года). После того, как Сафарли окончил 10-классную среднюю школу, началась Великая Отечественная война и Сафарли отправился на фронт.

### Война
В годы войны Ислам Сафарли служил в разведке. В РККА с 11 марта 1942 года. С ноября 1942 года сражался на Северо-Кавказском и 4-м Украинском фронтах. Принимал участие в боях за Грозный, Ростов-на-Дону, Таганрог. Служил в составе 77-й стрелковой дивизии. Под Мелитополем Сафарли получил тяжёлое ранение и полтора месяца пролежал в госпитале, после чего вернулся на фронт.
Сафарли участвовал в освобождении Украины и Крыма, переправлялся через Сиваш, принимал участие в штурме Сапун-горы. Эти события впоследствии были отражены в стихах и поэмах поэта. С 1943 года Сафарли был кандидатом в члены ВКП(б).
Утром 27 ноября 1943 года на территории Горностаевского района отряд, в который входил старшина группы Ислам Сафарли, получил задание захватить пленных. Подобравшись под сильным огнём к обнаруженному блиндажу противника, Сафарли и разведчик Журавлёв, стреляя, заставили немцев скрыться в блиндаж. Затем забросав блиндаж гранатами, ворвались туда и взяли в плен оставшихся в живых 3-х немцев. За этот подвиг Сафарли 6 декабря 1943 был награждён орденом Славы III степени.
1 января 1944 года в районе высот к северу села Лопатки Горностаевского района разведывательная группа, в состав которой входил помощник командира взвода 3-й отдельной разведывательной роты 77-й краснознамённой стрелковой дивизии старшина Сафарли принял участие в захвате контрольного пленного. Операция, в ходе которой, разведчики, скрытно подобравшись к траншеям противника, открыли огонь по соседним немецким окопам (с целью прикрытия захватывающей группы), завершилась удачно. «Язык» был доставлен в часть. Ислам Сафарли же лично уничтожил четырёх немецких военнослужащих. За этот подвиг Сафарли 21 января 1944 был награждён медалью «За отвагу». В этом же году Сафарли вступил в ВКП(б).
В Прибалтике, под Шяуляем, Ислам Сафарли получил серьёзное осколочное ранение и был переправлен в госпиталь, в Подмосковье, где и встретил День Победы.
Помимо ордена Славы и медали «За отвагу» Сафарли был награждён медалями «За оборону Кавказа», «За победу над Германией», «XX лет победы», «За доблестный труд в Великой Отечественной войне 1941—1945 гг.» и «За трудовое отличие».

### Последующая жизнь
Вернувшись на Родину, Ислам Сафарли поступил на отдел журналистики филологического факультета Азербайджанского государственного университета, и окончил его в 1951 году. После окончания ВУЗа работал журналистом в изданиях «Шарг гапысы», «Молодёжь Азербайджана» и «Литературная газета».
С 1953 по 1959 год был редактором на Государственном радио, руководителем литературно-драматических передач. В 1960—1973 гг. Сафарли занимал должность консультанта Союза писателей Азербайджана по драматургии и поэзии, руководил секцией драматургии. Также оказывал помощь начинающим авторам.
В 1973 году получил звание Заслуженного деятеля искусств Азербайджанской ССР.
Ислам Сафарли скончался 6 ноября 1974 года после продолжительной болезни. Похоронен на II Аллее почётного захоронения в Баку.

## Творчество
Ислам Сафарли активно творил более тридцати лет. Он написал множество стихов, пьес, поэм, драматических произведений, очерков, новелл, либретто, киносценариев, перевёл на азербайджанский язык произведения русских и турецких писателей.
Будучи студентом отдела журналистики филологического факультета Азербайджанского государственного университета Сафарли опубликовал свои первую пьесу «Добро и зло» (1948) по мотивам поэмы Низами Гянджеви и о Низами и книгу «Песня о Мингечауре» (1950).
Одними из первых сборников Сафарли были «Шепчите, волны» (1956), «Дыхание жизни», «Две ивы» и многие другие. В сборниках стихов «Песня о Мингечаури», «Шепчите, волны» и др. Сафарли пишет о труде рабочих, колхозников, интеллигенции.
Стихи «Преданность нашей армии», «Литературная молодёжь», «Тринадцатые», «Будь уверен, отец!», «Парная ива» посвящены Великой Отечественной войне. А его произведение «Свежие цветы» — дважды герою Советского Союза, генерал-майору Ази Асланову. Издательство «Советский писатель» выпустило на русском языке книгу «Песня о вечном» Сафарли.
Произведения поэта были также посвящены нефтяникам Каспия, хлопкоробам и виноградарям, пахарям и чабанам. Стихи о природе Азербайджана — «Родник Батабат», «Чего б ещё осталось пожелать».
Среди пьес и поэм, написанных Исламом Сафарли, имеются «Глазной врач» (1955), «Памятный дар» (1956), «Сердце матери» (1960), «Легенда о Дадагюнаше» (1964), «Наш маяк» (1961), «Что мне делать» (1962), «Перекресток» и др. Они посвящены современникам Ислама Сафарли — врачам, геологам, студентам и пр. Основной темой таких его произведений является стремление найти своё место в жизни.
В 1972 году Сафарли пишет пьесу «На перепутье» о современной азербайджанской деревне.
По произведениям Сафарли ставились спектакли в Баку и Нахичевани, снимались фильмы и телеспектакли, среди которых «Звёзды не гаснут» (1971), в котором также звучат стихи поэта, и «Глазной врач» (1985).

## Память
- Именем Ислама Сафарли названа улица в центре Баку (бывшая Мешади Азизбекова, ранее Фонарная и Воронцовская).
- Над могилой Сафарли на Аллее почётного захоронения в Баку установлен памятник поэту.
- В 2013 году вышла почтовая марка Азербайджана, посвящённая 90-летию Ислама Сафарли.